# 毛阿
毛阿是巴西圣保罗州的一个市镇。总面积62.293平方公里，总人口402643人，人口密度6463.7人/平方公里。